# Totobates acutissimus
Totobates acutissimus är en kvalsterart som först beskrevs av Hammer 1967.  Totobates acutissimus ingår i släktet Totobates och familjen Liebstadiidae. Inga underarter finns listade i Catalogue of Life.